# كريستيان كورين
كريستيان كورين (بالإيطالية: Kristijan Koren)‏ ولد بتاريخ 25 نوفمبر 1986 في بوستوجنا، هو دراج سلوفيني في صنف سباق الدراجات على الطريق.

## روابط خارجية
- كريستيان كورين على موقع الاتحاد الدولي للدراجات (الإنجليزية)
- كريستيان كورين على موقع أرشيف الدراجات (الإنجليزية)
- كريستيان كورين على موقع إحصائيات الدراجات الإحترافية (الإنجليزية)
- كريستيان كورين على موقع نسبة الدراجات (الإنجليزية)
- كريستيان كورين على موقع CycleBase (الإنجليزية)